# Bistagno

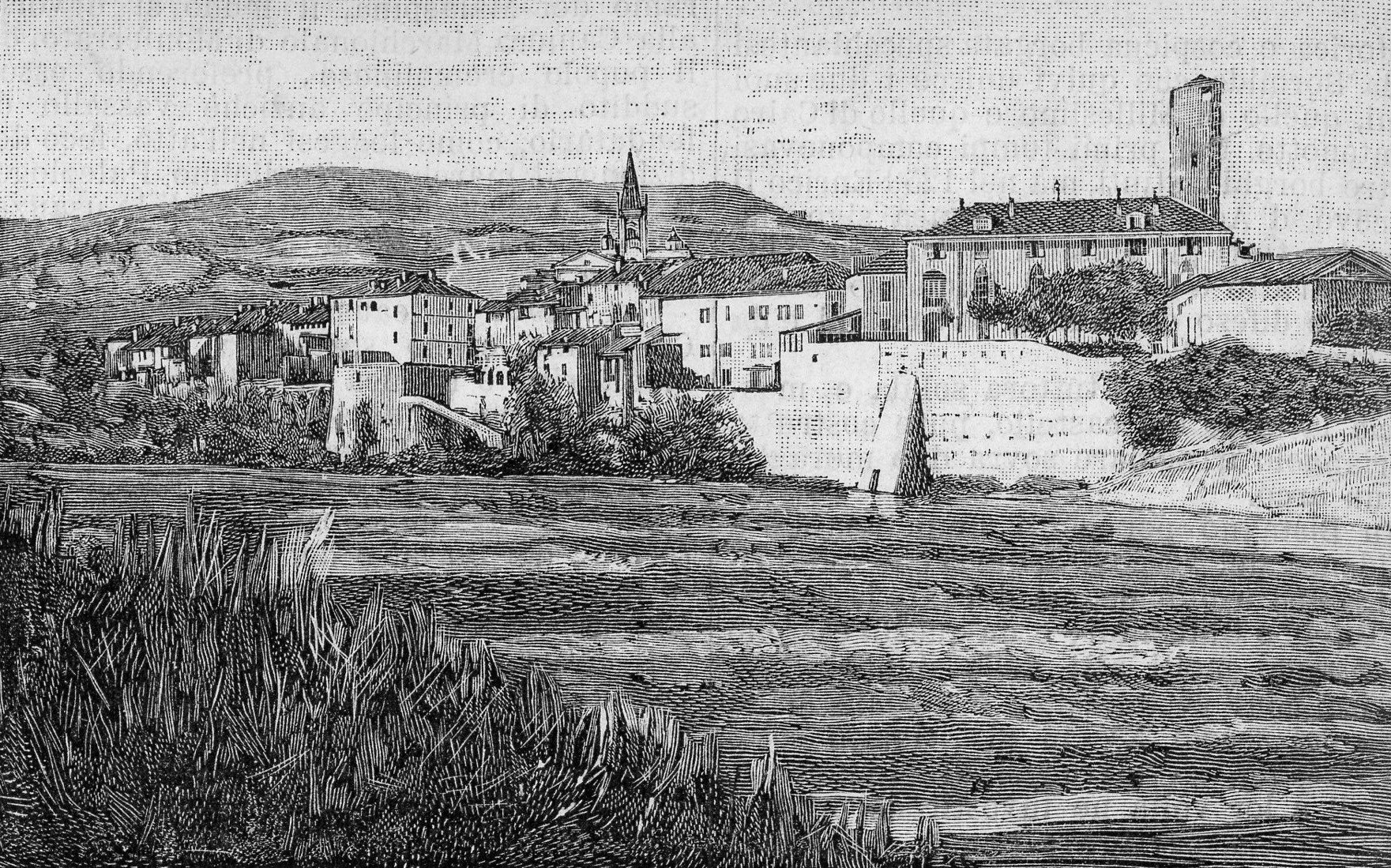
Bistagno in una xilografia di fine Ottocento

Bistagno (Bistagn in piemontese) è un comune italiano di 1 694 abitanti della provincia di Alessandria, in Piemonte.

## Origini del nome
Nonostante l'etimologia più comune del toponimo sia connessa con la confluenza di due rami del fiume Bormida (la Bormida di Spigno e la Bormida di Millesimo) nel territorio di Bistagno (Bistagno < bi + stagno, dove "stagno" non indicherebbe solo uno specchio di acqua ferma, ma sarebbe connesso con la radice *agn- > latino amnis, nel significato di "fiume", "corso d'acqua", '"ruscello", "torrente"), una nuova etimologia, basata su evidenze linguistiche, connette Bistagno con *bĭst-ăgnŏ-s (proto-indoeuropeo ~ Ccltico), che significherebbe "piccolo fagiano", ed alluderebbe alla presenza di questo specifico volatile nel territorio del villaggio nel Neolitico o, comunque, in tempi preistorici.

## Storia

### Simboli
Lo stemma e il gonfalone del comune di Bistagno sono stati concessi con il decreto del presidente della Repubblica del 23 febbraio 1952.
Il gonfalone è un drappo di azzurro.

## Monumenti e luoghi d'interesse
Il centro storico medievale del paese possiede la forma di un triangolo equilatero quasi perfetto, un tempo circondato di mura, al cui vertice meridionale si trovava il castello di cui resta al giorno d'oggi una caratteristica torre quadrata inglobata in un edificio moderno.
La forma triangolare del borgo è condivisa da altri insediamenti sul territorio un tempo appartenente al Marchesato del Monferrato, tra cui quelli di Nizza Monferrato e Montemagno d'Asti.
.

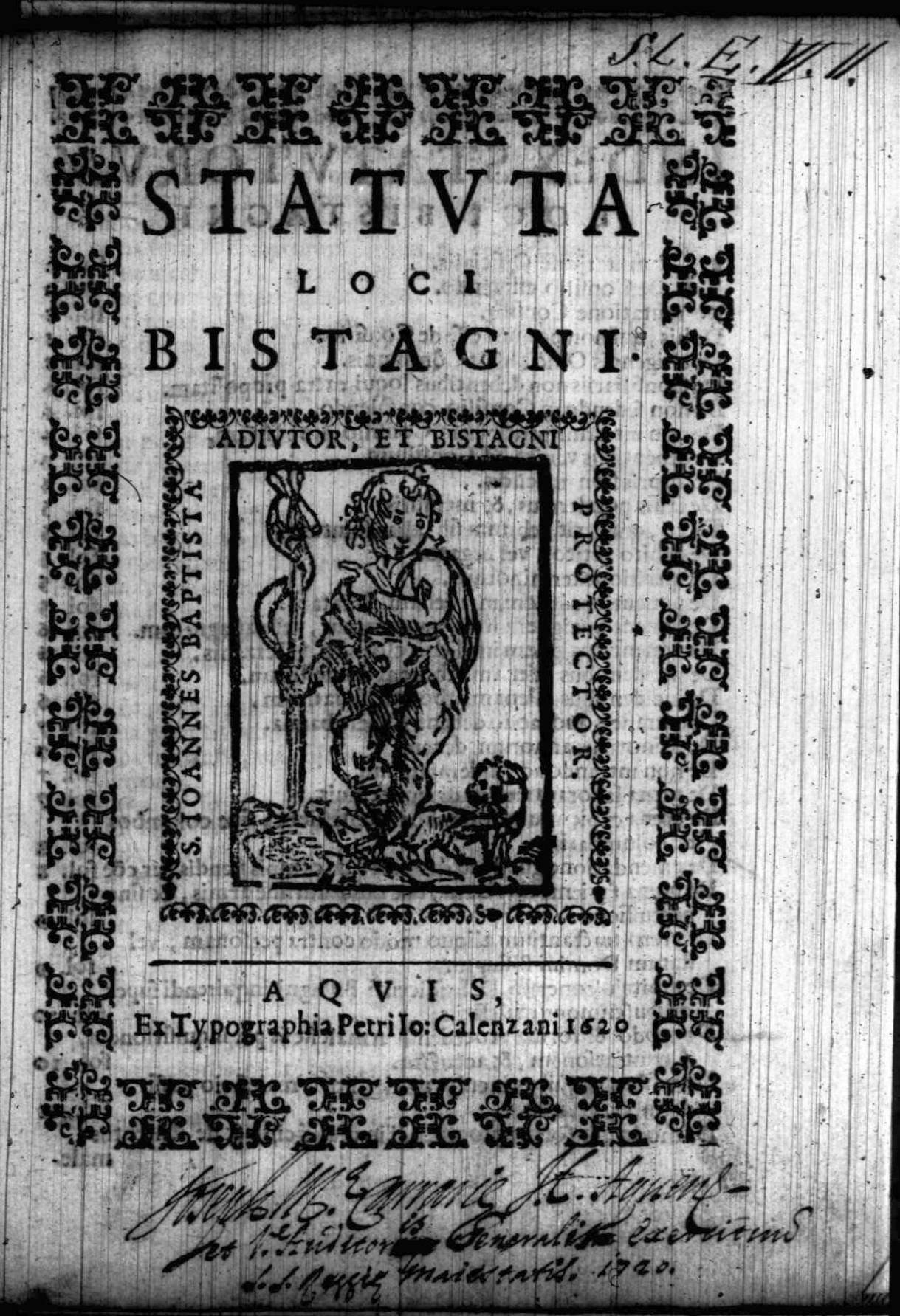
Gli statuti di Bistagno (Statuta loci Bistagni), 1620

## Cultura
Al centro del paese è ubicata la gipsoteca Giulio Monteverde che ospita i modelli originali in gesso dello scultore, originario di Bistagno.

## Società

### Evoluzione demografica
Abitanti censiti

## Infrastrutture e trasporti

### Strade
Bistagno è situato lungo la Strada Provinciale 30 di Valle Bormida. È collegato alla provincia di Asti dalla SP 228 - Strada Provinciale Acqui-Alba per Cortemilia.

### Ferrovie
Bistagno è dotato di una stazione ferroviaria, di categoria bronze posta sulla linea ferroviaria Alessandria-San Giuseppe di Cairo.
Il servizio ferroviario è gestito da Trenitalia

## Amministrazione
Di seguito è presentata una tabella relativa alle amministrazioni che si sono succedute in questo comune.
| Periodo        | Periodo        | Primo cittadino         | Partito                                                        | Carica  | Note  |
| -------------- | -------------- | ----------------------- | -------------------------------------------------------------- | ------- | ----- |
| 10 luglio 1985 | 21 maggio 1990 | Arturo Giovanni Voglino | Partito Comunista Italiano                                     | Sindaco | [ 9 ] |
| 21 maggio 1990 | 24 aprile 1995 | Arturo Giovanni Voglino | Partito Democratico della Sinistra, Partito Comunista Italiano | Sindaco | [ 9 ] |
| 24 aprile 1995 | 14 giugno 1999 | Arturo Giovanni Voglino | centro-sinistra                                                | Sindaco | [ 9 ] |
| 14 giugno 1999 | 14 giugno 2004 | Bruno Giuseppe Barosio  | lista civica                                                   | Sindaco | [ 9 ] |
| 14 giugno 2004 | 8 giugno 2009  | Bruno Giuseppe Barosio  | lista civica                                                   | Sindaco | [ 9 ] |
| 8 giugno 2009  | 26 maggio 2014 | Claudio Zola            | lista civica                                                   | Sindaco | [ 9 ] |
| 26 maggio 2014 | 27 maggio 2019 | Celeste Malerba         | lista civica: uniti per Bistagno                               | Sindaco | [ 9 ] |
| 27 maggio 2019 | 9 giugno 2024  | Roberto Vallegra        | lista civica                                                   | Sindaco | [ 9 ] |
| 9 giugno 2024  | in carica      | Roberto Vallegra        | lista civica                                                   | Sindaco | [ 9 ] |

### Gemellaggi
- Flaviac (Francia)

### Altre informazioni amministrative
Il comune faceva parte della Comunità Montana Suol d'Aleramo.